# ジェーン・エア
『ジェーン・エア』（原題：Jane Eyre）は、シャーロット・ブロンテの長編小説。1847年刊。当初はカラー・ベルという男性の筆名で出版した。
孤児ジェーンが、家庭教師として住み込んだ家の主人と結ばれるまでを描く。当時の社会に反抗した主人公は新しい女性像を提供し、多大な反響を呼んだ。

## 作品解説
小説のヒロインはたいてい美人に描かれるが、この作品のヒロイン（ジェーン・エア）は美人ではない。しかも孤児であることに対する不満、男女平等意識という反骨精神を描き、また女性から告白するということも、当時の社会常識から大きく逸脱した行為である。財産や身分にとらわれず、自由恋愛して結婚するという点は、ヴィクトリア朝の文学において画期的であった。
作品中に登場するローウッド学院は、作者シャーロットもかつて通ったカウアン・ブリッジ校がモデルである。教師も実在の人物がモデルで、この学校は生徒管理が行き届いておらず、実際にチフス患者が出ている。シャーロットの姉マリアとエリザベスの2人も、ここで肺炎にかかり死亡した。ヘレン・バーンズのモデルは、姉マリアである。のちにこの学校は、ギャスケル夫人が『シャーロット・ブロンテの生涯』で取り上げ、社会問題に発展した。
シャーロットがハロゲイトで家庭教師をしていた1839年に、ノース・ヨークシャーにあるマナーハウス、ノートン・コンヤーズ・ハウスを訪れた。その時に当主から聞いた「18世紀にこの屋敷で正気を失った妻を閉じ込めていたことがあった」という昔話が、ソーンフィールド邸とロチェスター夫人のモデルとなったといわれる。2004年にノートン・コンヤーズ・ハウスで行われた調査では、昔話を裏付ける塞がれた階段が発見されている。

## あらすじ

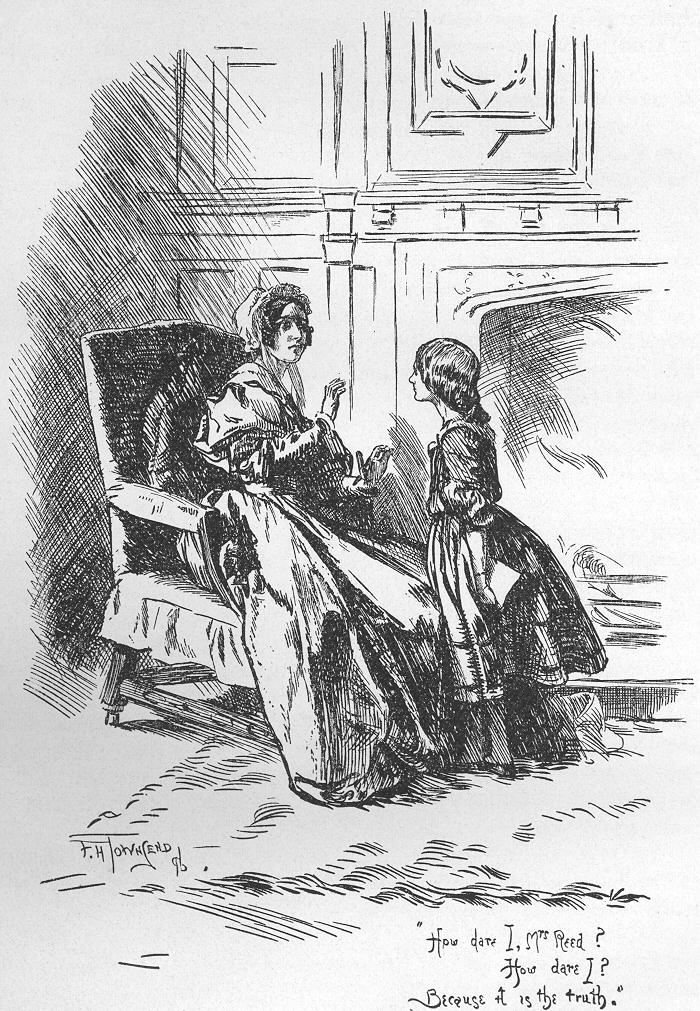
挿絵

ジェーン・エアは孤児となり、リード夫人とその子供達から差別されて怒りと悲しみの中で育つ。10歳になった頃、寄宿学校ローウッド学院に送られ、そこで優しいテンプル先生やヘレン・バーンズと出会う。ヘレンの深い信仰心と寛大さにしだいに尊敬の念を抱くようになるが、折しもローウッドでは不衛生の問題からチフスが大流行し、ヘレンは結核にかかり死亡する。後になってローウッド学院は過度な節制に由来する食事や衣服の貧しさや、環境の汚染が世間に暴かれて改善される。
生徒として6年間、教師として2年間ローウッドで過ごした後、ジェーンはソーンフィールド館で家庭教師として雇われる。そこで当主ロチェスターとの身分を超えた恋愛を経験し結婚を申し込まれるが、結婚当日になって狂人の妻の存在が判明する。当時の法律ではキリスト教に基づいて重婚は厳罰であり、深く悩んだジェーンは神に救いを求め、「神が与え人間が認めた法や道徳は誘惑がないときにあるものではない」と彼を諭し、一人黙ってソーンフィールドを去る。路頭に迷い、行き倒れになりかけたところを牧師セント・ジョンとその妹、ダイアナとメアリーに助けられ、その家へ身を寄せることになり、セント・ジョンの紹介で学校の校長として働くことになる。しばらくしてセント・ジョンとその妹たちがジェーンのいとこであることが判明し、1年間をともに過ごして勉学に励むが、宣教師としての使命に身命を賭す覚悟のセント・ジョンに、神の忠実な僕として自身の妻になりインドへ同行することを求められる。ジェーンは彼には恋愛感情のないことを知っていて深く苦悩するが、彼の執拗な要請に応じ、信仰心からセント・ジョンの申し出を受けようとしたとき、嵐に紛れて頭の中にロチェスターの自分を呼ぶ声を聞き、セント・ジョンを拒んで家を出た。
ジェーンはその後、旅館の主から火事でロチェスター夫人が亡くなり、ロチェスター自身も片腕を失って盲目になったことを知る。ジェーンは彼のもとを訪ね、財産も年齢も健康な体でさえも愛の前には何ら障害でないと彼を諭し、結婚することを自ら誓う。不思議なことに、ジェーンがロチェスターの声を聞いた折、ロチェスターは実際にジェーンに呼びかけており、彼もジェーンの返事を聞いていた。
その後2人は静かに結婚式を挙げる。2年後には、ロチェスターの視力もわずかに回復し、彼の第一子が自らの瞳を受け継いでいるのを見ることができた。

## 登場人物
ジェーン・エア（Jane Eyre）
ヒロイン。美人ではないが、妖精のようにみずみずしい魂をもち、情熱の激しい、意志の強い女性。両親の死後は孤児となり、母方の伯父リードの家で、義理の叔母のもととローウッド学院で虐待されながら育つ。8年間の寄宿生活ののち、ソーンフィールド館のロチェスターの被保護者であるアデルのガヴァネスとして雇われる。
エドワード・フェアファックス・ロチェスター（Edward Fairfax Rochester）
ソーンフィールド館の主人で、大地主、資産家。ジェーンの雇用主。父と兄の奸計のために呪われた境遇におちいり、自暴自棄の生活を送っているが、魂の底には深い愛情と誠実な心を持っている。世間に事実を隠すため狂人の妻バーサを屋根裏部屋に幽閉している（そのためジェーンは彼との結婚式で重婚を問われるまでに事実を知らなかった）。
フェアファックス夫人（Mrs. Alice Fairfax）
ロチェスター家の女中頭。ロチェスターの遠縁にあたる。
アデール・ヴァランス（Adèle Varens）
ロチェスターが後見している幼いフランス娘。ジェインの生徒。フランス人の踊り子セリーヌの娘で、セリーヌは父親がロチェスターであると主張していた。母親がいなくなり、ロチェスターに引き取られる。
グレイス・プール（Grace Poole）
ソーンフィールド館に住む裁縫女。彼女の部屋から異様な笑いやつぶやきが聞こえるが、グレイスの仕えているバーサ（ロチェスター夫人）のものである。
リチャード・メイソン（Richard Mason）
ロチェスターの旧友と称する男。ソーンフィールド館を訪ねてきた晩、異様な事件にあう。ロチェスターの正妻・バーサの兄。
ブランシュ・イングラム（Blanche Ingram）
ロチェスターとの結婚をうわさされる裕福な令嬢。実際にはロチェスターの財産が目当てであり、ロチェスター自身が流した、彼の財産が世間に言われているよりずっと少ないという噂によって疎遠になる。
サラ・リード（リード夫人）（Mrs. Sarah Reed）
亡き夫に頼まれて実子のジョン、エライザ、ジョージアナを溺愛し、彼ら子供たちとジェーンを一緒に育てる。その一方でジェーンを生理的に嫌っており、虐待していた義理の伯母。厄介なジェーンを寄宿学校に入れる際にブロックルファースト氏に彼女のことで嘘つきなどとデタラメを信じさせたため、ジェーンに「私は嘘つきじゃないし、あなたを愛していない」と啖呵を切られる。ジェーンがロチェスター家でガヴァネスとして仕えている頃、跡取りのジョンがギャンブルやアルコールで身を持ち崩して自殺し、失意の中で病に倒れる。ジェーンとの対面・再会後に亡くなる。
ヘレン・バーンズ（Helen Burns）
ジェーンとは、ローウッド学院で出会った親友。スキャッチャードという先生から目の敵にされているが、厳しく当たられても忍耐強く信仰篤い少女。肺病にかかり死亡。
ブロックルハースト（Mr Brocklehurst）
ローウッド学院の財務担当兼管理者。冷酷無比で、偽善的な牧師。自身や家族は贅沢な暮らしをする一方、学院には過度な節制を強いていた。
セント・ジョン・エア・リヴァーズ（St John Eyre Rivers）
ギリシア的な風貌と明晰な頭脳を持つ、野心的な青年牧師であり、ジェーンの父方の従兄。インドでの布教を志し、神から与えられた使命をまっとうするためにはあらゆる感情を犠牲にしてかえりみない。妹のダイアナ、メアリーとともに苦境にあるジェインを救う。
ベッシー・リー  → ベッシー・リーヴン（Bessie Lee → Bessie Leaven）
リード家の召使い。他の召使いたちと異なり、ジェーンにはとりわけ親切に接する。のちにロバート・リーヴンと結婚し、三人の子供に恵まれる。
マライア・テンプル先生（Miss Maria Temple）
ローウッド学院の院長。豊かな学識と調和ある性格を備えている。

## 主な日本語訳
- 遠藤寿子訳『ジェイン・エア』改造社、1930年 / 岩波文庫、上下巻、1957年、改版1988年7月
- 大久保康雄訳『ジェーン・エア』岡倉書房、1949年 / 新潮文庫、上下巻、1953年、改版1993年3月ほか、新装再改版、2012年5月
- 阿部知二訳『ジェイン・エア』講談社「世界文学全集」、1955年 / 河出書房新社「河出世界文学全集」1964年
- 田部隆次訳『ジェーン・エア』角川書店、1956年 / 角川文庫、改版1996年5月
- 神山妙子訳『ジェーン・エア』旺文社文庫、上下巻、1967年
- 村岡花子訳『ジェーン・エア』岩崎書店、1967年 / 岩崎書店「世界の名作文学」、1985年（児童向け）
- 河野一郎訳『ジェイン・エア』中央公論社「世界の文学 新集」、1968年
- 吉田健一訳『ジェイン・エア』集英社「世界文学全集」、1968年 / 集英社文庫、1979年1月
- 小池滋訳『ジェイン・エア』みすず書房「ブロンテ全集2」、1995年5月
- 田中晏男訳『ジェーン・エア』英伝社「ブロンテ姉妹集」、上下巻、2002年8月 - 12月
- 小尾芙佐訳『ジェイン・エア』光文社古典新訳文庫、上下巻、2006年11月
- 南亜希子訳『ジェイン・エア』ハーレクイン（選書版の抄訳）、2007年12月
- 河島弘美訳『ジェイン・エア』岩波文庫（新訳）、上下巻、2013年9月 - 10月

## 映像化
- ジェーン・エア (1943年の映画) - 監督：ロバート・スティーヴンソン。出演：オーソン・ウェルズ、ジョーン・フォンテイン。
- ジェーン・エア (1970年の映画) - 監督：デルバート・マン。出演；スザンナ・ヨーク、ジョージ・C・スコット。
- ジェイン・エア (1983年のテレビドラマ) - 監督：ジュリアン・エイミーズ。出演：ティモシー・ダルトン、ズィーラ・クラーク。
- ジェイン・エア (1996年の映画) - 監督：フランコ・ゼフィレッリ。出演：ウィリアム・ハート、シャルロット・ゲンスブール。
- ジェイン・エア (2006年のテレビドラマ) - 監督：スザンナ・ホワイト。出演：ルース・ウィルソン、トビー・スティーブンス。
- ジェーン・エア (2011年の映画) - 監督：キャリー・ジョージ・フクナガ。出演：ミア・ワシコウスカ、ミヒャエル・ファスベンダー。

## ミュージカル
2000年9月からブロードウェイでロングラン上演されたミュージカル化作品。その年のトニー賞作品賞、主演女優賞など主要5部門にノミネートされた。ドラマ・デスク賞では最優秀主演女優賞を受賞した。『レ・ミゼラブル』でも知られる演出家ジョン・ケアードは、母国イギリスを舞台にした長編小説を元に自ら脚本（作詞）を執筆し、ドラマ性の高いミュージカルとして仕上げた。作曲はポール・ゴードン。
2009年9月日生劇場にて、日本初演が行われた。演出はブロードウェイ版と同じくジョン・ケアードで、日本初演に合わせて脚本・音楽を再構成し、完全版と評される舞台となる。主演は松たか子で、ミュージカルでの初めての単独主演作品となった。一人称で綴られた原作を踏まえ、主人公ジェーンが物語の語り手も兼ねたことで、松は2時間45分程の舞台にほぼ出ずっぱりであった。その圧倒的な存在感と22曲を熱唱する演技で深い感動を呼び、第35回菊田一夫演劇賞を受賞するなど賞賛を浴びた。両脇に観客席を設けた広い舞台上には枯れた巨木が影を落とす荒涼とした大地が広がり、屋敷の装置は登場せずにその開放的な空間で物語は展開する。観客の想像力を重視する、ミュージカルとしては大胆な演出であった。再演の呼び声が高い作品としても話題となる。
2012年10月日生劇場、11月博多座にて再演が決定した。キャッチコピーは劇中歌でもある“愛する勇気を、信じること”。
2023年3月東京芸術劇場プレイハウス、4月大阪梅田芸術劇場シアター・ドラマシティにて再演した。再演では、ジェーン・エア役とヘレン・バーンズ役を上白石萌音と屋比久知奈が回替わりで演じるという趣向が注目を集めた。また、ナレーションは特定の一人ではなく、皆が順繰りに担当。2023 All About ミュージカル・アワード再演賞、ジェーンとヘレン役を務めた屋比久は最優秀女優賞を受賞した。

### キャスト
2009年日本初演時
- ジェーン・エア:松たか子
- エドワード・フェアファックス・ロチェスター:橋本さとし
- リード:伊東弘美
- ヘレン・バーンズ:さとう未知子
- ブロクルハースト:壌晴彦
- ブランチ・イングラム：幸田浩子
- フェアファックス夫人：寿ひずる
- スキャチャード先生／バーサ・メイスン　他：旺なつき
- ジェーンの母／ソフィ　他：山崎直子
- ジェーンの父／シンジュン・リバース　他：小西遼生
- リチャード・メイスン：福井貴一
- ロバート：小西のりゆき
- グレース・プール　他：鈴木智香子
- リア　他：安室夏
- ベッシー　他：谷口ゆうな
- ロージー　他：山中紗希
- エイブラハム：阿部よしつぐ

2012年再演時
- フェアファックス夫人：寿ひずる
- スキャチャード先生／バーサ・メイスン　他：旺なつき
- ジェーンの母／ソフィ　他：山崎直子
- ブランチ・イングラム：辛島小恵
- ジェーンの父／シンジュン・リバース　他：小西遼生
- リチャード・メイスン：福井貴一

2023年上演予定時キャスト
- ジェーン・エア:上白石萌音/屋比久知奈（役替わりのWキャスト）
- ヘレン・バーンズ:屋比久知奈/上白石萌音（役替わりのWキャスト）
- エドワード・フェアファックス・ロチェスター:井上芳雄
- ：春野寿美礼
- ：仙名彩世
- ：樹里咲穂
- ：大澄賢也
- ：春風ひとみ
- ：折井理子
- ：水野貴以
- ：中井智彦
- ：萬谷法英
- ：神田恭兵